# SSMI
El Sensor Espacial de Microones/Imatges  (en (anglès), special sensor microwave/imager, (SSM/I)) és una família de sensors per a satèl·lits de teledetecció. Els (SSM/I) son radiòmetre de microones de set canals, quatre freqüències, de polarització lineal.
Els SSM/I orbiten en els satèl·lits Bloc 5D-2 del Programa de Satèl·lits Meteorològics de Defensa (DMSP) de la  USAF. L'instrument mesura la temperatura de brillantor ({\displaystyle T_{B}}) de la superfície terrestre i de l'atmosfera a les freqüències 19.35, 22.235, 37.0 i 85.5 GHz.
Les quatre freqüències són mesurades en  polarització horitzontal i vertical, excepte per 22 GHz que es mesura tan sols en polarització vertical
El SSM/I ha estat un instrument molt reeixit, que substitueix a la través de la trajectòria i l'arquitectura de radiòmetre Dicke dels sistemes anteriors per una arquitectura de radiòmetre de potència total. La plataforma satel·litària, que té un angle de gir constant d'escaneig s'ha convertit en estàndard per als generadors d'imatges de microones passius, per exemple, TRMM Microwave Imager, AMSR.
El seu predecessor, el scanning multichannel microwave radiometer (SMMR) proporciona informació similar. El seu successor, el Special Sensor Microwave Imager/Sounder (SSMIS), és una millora d'aquest i té d'onze canals, vuit freqüències.

## Productes
Juntament amb el seu predecessor SMMR, el SSM/I contribueix a un arxiu de productes mundials de microones passives des de finals de 1978 fins a l'actualitat.
Les mesures de temperatura de brillantor proporcionades per SSM/I permeten la recuperació de quatre paràmetres meteorològics importants per l'oceà: velocitat del vent superficial (nota magnitud no vectorial), columna total de vapor d'aigua, columna d'aigua lıquida de núvol i la precipitació total. La mesurament precisa i quantitativa d'aquests paràmetres a partir de les temperatures de brillantor proporcionades per SSM/I és, però, una tasca no trivial. Les variacions dins dels paràmetres meteorològics poden produir una modificació important de la {\displaystyle T_{B}}. A més de les recuperacions de paràmetres a mar obert, també és possible recuperar la informació quantitativa fiable sobre  gel marí, la capa de neu i l'excés de precipitació sobre el terra.

## Característiques Radiomètriques de SSM/I
| Freqüència (GHz) | Polarització | Resolució Along track (km) | Resolució Cross-track (km) | Sampleig Espacial (km) | Soroll de l'instrument (K) |
| 19.35            | horizontal   | 69                         | 43                         | 25                     | 0.42                       |
| 19.35            | vertical     | 69                         | 43                         | 25                     | 0.45                       |
| 22.235           | vertical     | 50                         | 40                         | 25                     | 0.74                       |
| 37.0             | horizontal   | 37                         | 28                         | 25                     | 0.38                       |
| 37.0             | vertical     | 37                         | 28                         | 25                     | 0.37                       |
| 85.5             | horizontal   | 15                         | 13                         | 12.5                   | 0.73                       |
| 85.5             | vertical     | 15                         | 13                         | 12.5                   | 0.69                       |

## Historial, llista de missions i característiques[5]
| Nom del satèl·lit                   | Temps al pas de l'equador en òrbita ascendent (al llançament) | Temps al pas de l'equador en òrbita ascendent (1995) | Temps al pas de l'equador en òrbita ascendent (actual) | Temps al pas de l'equador en òrbita descendent (actual) | Data de Llançament | Final de la missió |
| F8                                  | 6h15                                                          | 6h17                                                 | N/A                                                    | N/A (hauria de ser 18h17)                               | 18-06-1987         | 13-08-1991         |
| F10                                 | 19h42                                                         | 22h09                                                | N/A                                                    | N/A (hauria de ser 10h09)                               | 12-01-1990         | 11/1997            |
| F11                                 | 17h00                                                         | 18h25                                                | 19h38                                                  | 7h25 (hauria de ser 7h25)                               | 28-11-1991         | 08/2000            |
| F13                                 | 17h42                                                         | 17h43                                                | 18h33                                                  | 6h33                                                    | 24-03-1995         | Suport primari     |
| F14                                 | 20h21                                                         | N/A                                                  | 19h08                                                  | 7h08                                                    | 05/1997            | 23-8-2008          |
| F15                                 | 21h31                                                         | N/A                                                  | 20h42                                                  | 8h42                                                    | 12-12-1999         | Suport primari     |
| F16 (incorpora el nou sensor SSMIS) | 21h05                                                         | N/A                                                  | 21h05                                                  | 9h05                                                    | 18-10-2003         | N/A                |

F17 i F19 segueixen a intervals de 3 anys cadascú, o segons convingui.